# Ancien diocèse de Rennes

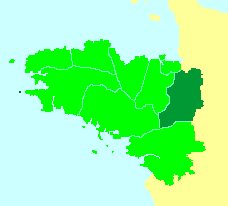
L'ancien évêché de Rennes

Le diocèse ou évêché de Rennes (en latin : Dioecesis Rhedonensis) est un des neuf évêchés de la Bretagne historique. Son territoire  correspondait globalement au Pays rennais dans l'actuel département d'Ille-et-Vilaine.
À la suite de la constitution civile du clergé de 1791, puis du concordat du 29 novembre 1801, les diocèses bretons sont réorganisés afin qu'ils correspondent aux limites départementales. 
Le diocèse de Rennes se voit alors rattacher une partie du diocèse de Saint-Malo (l’est et de l’extrême nord), les trois quarts est du diocèse de Dol-de-Bretagne, une petite partie du diocèse de Vannes (à l’extrême est), et quelques paroisses du diocèse de Nantes (mais lui cède en contrepartie les paroisses de Fercé, Noyal-sur-Brutz et Villepot), formant ainsi le nouveau diocèse de Rennes, Dol et Saint-Malo.

## Subdivisions
Il était divisé depuis le XIIe s. en deux archidiaconés comportant eux-mêmes huit doyennés.
- Archidiaconé de Rennes : 
  - Doyenné de Rennes,
  - Doyenné de Fougères,
  - Doyenné de Vitré.
- Archidiaconé du Désert[1] : 
  - Doyenné du Désert. Celui-ci comprenant les paroisses de Vignoc, Montbourcher [en Cuguen actuellement], Mordelles (y compris sa trève de La Chapelle-Thouarault), Noyal-sur-Vilaine, Châtillon-sur-Seiche, Noyal-sur-Seiche, Saint-Grégoire (et sa trève de La Chapelle-des-Fougeretz), Melesse, La Mézière, Gévezé, Chavagne, Moigné, Saint-Gilles-des-Bois, Cintré, Chasné, La Bretonnière, Apigné, Brécé, Bruz, Chartres, L'Hermitage, Montgermont, Montreuil-le-Gast, Parthenay, Le Rheu, Saint-Jacques-de-la-Lande, Vezin[2]. :
  - Doyenné d’Aubigné,
  - Doyenné de Châteaugiron,
  - Doyenné de Bain,
  - Doyenné de La Guerche.

Ces doyennés ont évolué au fil du temps : entre le XIIIe  et le  XVIIIe siècle, le doyenné de Vendel a par exemple disparu ; il a existé un doyenné de Louvigné (son existence est attestée par une charte du XIIIe siècle) qui comprenait les paroisses de La Bazouge-du-Désert, La Selle-en-Coglès, Le Châtellier, Le Ferré, Landéan, Louvigné-du-Désert, Mellé, Monthault, Montours, Parigné, Poilley, Saint-Brice-en-Coglès, Saint-Étienne-en-Coglès, Saint-Georges-de-Reintembault, Saint-Germain-en-Coglès, Saint-Jean-en-Coglès, Villamée.
Il comprenait 216 paroisses et 8 trèves.